# Geronimo (Sheppard)
Geronimo is een nummer van de Australische indiepopband Sheppard. Het nummer kwam uit op 28 februari 2014 en staat op het debuutalbum Bombs Away. "Geronimo" werd geschreven door Jay Bovino, Amy Sheppard en George Sheppard. In de Australische hitlijsten behaalde het nummer de eerste plaats. 

## Hitnoteringen

### Nederlandse Top 40
| Hitnotering: 25-10-2014 t/m 28-03-2015 | Hitnotering: 25-10-2014 t/m 28-03-2015 | Hitnotering: 25-10-2014 t/m 28-03-2015 | Hitnotering: 25-10-2014 t/m 28-03-2015 | Hitnotering: 25-10-2014 t/m 28-03-2015 | Hitnotering: 25-10-2014 t/m 28-03-2015 | Hitnotering: 25-10-2014 t/m 28-03-2015 | Hitnotering: 25-10-2014 t/m 28-03-2015 | Hitnotering: 25-10-2014 t/m 28-03-2015 | Hitnotering: 25-10-2014 t/m 28-03-2015 | Hitnotering: 25-10-2014 t/m 28-03-2015 | Hitnotering: 25-10-2014 t/m 28-03-2015 | Hitnotering: 25-10-2014 t/m 28-03-2015 | Hitnotering: 25-10-2014 t/m 28-03-2015 | Hitnotering: 25-10-2014 t/m 28-03-2015 | Hitnotering: 25-10-2014 t/m 28-03-2015 | Hitnotering: 25-10-2014 t/m 28-03-2015 | Hitnotering: 25-10-2014 t/m 28-03-2015 | Hitnotering: 25-10-2014 t/m 28-03-2015 | Hitnotering: 25-10-2014 t/m 28-03-2015 | Hitnotering: 25-10-2014 t/m 28-03-2015 | Hitnotering: 25-10-2014 t/m 28-03-2015 | Hitnotering: 25-10-2014 t/m 28-03-2015 | Hitnotering: 25-10-2014 t/m 28-03-2015 |
| Week:                                  | 1                                      | 2                                      | 3                                      | 4                                      | 5                                      | 6                                      | 7                                      | 8                                      | 9                                      | 10                                     | 11                                     | 12                                     | 13                                     | 14                                     | 15                                     | 16                                     | 17                                     | 18                                     | 19                                     | 20                                     | 21                                     | 22                                     |                                        |
| -------------------------------------- | -------------------------------------- | -------------------------------------- | -------------------------------------- | -------------------------------------- | -------------------------------------- | -------------------------------------- | -------------------------------------- | -------------------------------------- | -------------------------------------- | -------------------------------------- | -------------------------------------- | -------------------------------------- | -------------------------------------- | -------------------------------------- | -------------------------------------- | -------------------------------------- | -------------------------------------- | -------------------------------------- | -------------------------------------- | -------------------------------------- | -------------------------------------- | -------------------------------------- | -------------------------------------- |
| Positie:                               | 31                                     | 19                                     | 17                                     | 9                                      | 7                                      | 5                                      | 4                                      | 6                                      | 5                                      | 6                                      | 7                                      | 7                                      | 7                                      | 10                                     | 11                                     | 13                                     | 14                                     | 16                                     | 17                                     | 23                                     | 26                                     | 36                                     | uit                                    |

### NederlandseSingle Top 100
| Hitnotering: 11-10-2014 t/m 18-07-2015 | Hitnotering: 11-10-2014 t/m 18-07-2015 | Hitnotering: 11-10-2014 t/m 18-07-2015 | Hitnotering: 11-10-2014 t/m 18-07-2015 | Hitnotering: 11-10-2014 t/m 18-07-2015 | Hitnotering: 11-10-2014 t/m 18-07-2015 | Hitnotering: 11-10-2014 t/m 18-07-2015 | Hitnotering: 11-10-2014 t/m 18-07-2015 | Hitnotering: 11-10-2014 t/m 18-07-2015 | Hitnotering: 11-10-2014 t/m 18-07-2015 | Hitnotering: 11-10-2014 t/m 18-07-2015 | Hitnotering: 11-10-2014 t/m 18-07-2015 | Hitnotering: 11-10-2014 t/m 18-07-2015 | Hitnotering: 11-10-2014 t/m 18-07-2015 | Hitnotering: 11-10-2014 t/m 18-07-2015 | Hitnotering: 11-10-2014 t/m 18-07-2015 | Hitnotering: 11-10-2014 t/m 18-07-2015 | Hitnotering: 11-10-2014 t/m 18-07-2015 | Hitnotering: 11-10-2014 t/m 18-07-2015 | Hitnotering: 11-10-2014 t/m 18-07-2015 | Hitnotering: 11-10-2014 t/m 18-07-2015 | Hitnotering: 11-10-2014 t/m 18-07-2015 | Hitnotering: 11-10-2014 t/m 18-07-2015 |
| Week:                                  | 1                                      | 2                                      | 3                                      | 4                                      | 5                                      | 8                                      | 7                                      | 8                                      | 9                                      | 10                                     | 11                                     | 12                                     | 13                                     | 14                                     | 15                                     | 16                                     | 17                                     | 18                                     | 19                                     | 20                                     | 21                                     |                                        |
| -------------------------------------- | -------------------------------------- | -------------------------------------- | -------------------------------------- | -------------------------------------- | -------------------------------------- | -------------------------------------- | -------------------------------------- | -------------------------------------- | -------------------------------------- | -------------------------------------- | -------------------------------------- | -------------------------------------- | -------------------------------------- | -------------------------------------- | -------------------------------------- | -------------------------------------- | -------------------------------------- | -------------------------------------- | -------------------------------------- | -------------------------------------- | -------------------------------------- | -------------------------------------- |
| Positie:                               | 70                                     | 38                                     | 27                                     | 21                                     | 14                                     | 11                                     | 12                                     | 10                                     | 10                                     | 12                                     | 15                                     | 15                                     | 13                                     | 14                                     | 13                                     | 15                                     | 14                                     | 12                                     | 13                                     | 14                                     | 16                                     |                                        |
| Week:                                  | 22                                     | 23                                     | 24                                     | 25                                     | 26                                     | 27                                     | 28                                     | 29                                     | 30                                     | 31                                     | 32                                     | 33                                     | 34                                     | 35                                     | 36                                     | 37                                     | 38                                     | 39                                     | 40                                     | 41                                     |                                        |                                        |
| Positie:                               | 26                                     | 29                                     | 33                                     | 42                                     | 49                                     | 49                                     | 43                                     | 49                                     | 49                                     | 54                                     | 66                                     | 81                                     | 79                                     | 81                                     | 77                                     | 73                                     | 83                                     | 83                                     | 91                                     | 97                                     | uit                                    |                                        |

### 3FM Mega Top 50
| Hitnotering: 11-10-2014 t/m 23-05-2015 | Hitnotering: 11-10-2014 t/m 23-05-2015 | Hitnotering: 11-10-2014 t/m 23-05-2015 | Hitnotering: 11-10-2014 t/m 23-05-2015 | Hitnotering: 11-10-2014 t/m 23-05-2015 | Hitnotering: 11-10-2014 t/m 23-05-2015 | Hitnotering: 11-10-2014 t/m 23-05-2015 | Hitnotering: 11-10-2014 t/m 23-05-2015 | Hitnotering: 11-10-2014 t/m 23-05-2015 | Hitnotering: 11-10-2014 t/m 23-05-2015 | Hitnotering: 11-10-2014 t/m 23-05-2015 | Hitnotering: 11-10-2014 t/m 23-05-2015 | Hitnotering: 11-10-2014 t/m 23-05-2015 | Hitnotering: 11-10-2014 t/m 23-05-2015 | Hitnotering: 11-10-2014 t/m 23-05-2015 | Hitnotering: 11-10-2014 t/m 23-05-2015 | Hitnotering: 11-10-2014 t/m 23-05-2015 | Hitnotering: 11-10-2014 t/m 23-05-2015 |
| Week:                                  | 1                                      | 2                                      | 3                                      | 4                                      | 5                                      | 6                                      | 7                                      | 8                                      | 9                                      | 10                                     | 11                                     | 12                                     | 13                                     | 14                                     | 15                                     | 16                                     | 17                                     |
| -------------------------------------- | -------------------------------------- | -------------------------------------- | -------------------------------------- | -------------------------------------- | -------------------------------------- | -------------------------------------- | -------------------------------------- | -------------------------------------- | -------------------------------------- | -------------------------------------- | -------------------------------------- | -------------------------------------- | -------------------------------------- | -------------------------------------- | -------------------------------------- | -------------------------------------- | -------------------------------------- |
| Positie:                               | 44                                     | 23                                     | 16                                     | 15                                     | 10                                     | 8                                      | 7                                      | 3                                      | 4                                      | 5                                      | 5                                      | 5                                      | 6                                      | 7                                      | 7                                      | 7                                      | 8                                      |
| Week:                                  | 18                                     | 19                                     | 20                                     | 21                                     | 22                                     | 23                                     | 24                                     | 25                                     | 26                                     | 27                                     | 28                                     | 29                                     | 30                                     | 31                                     | 32                                     | 33                                     |                                        |
| Positie:                               | 9                                      | 10                                     | 9                                      | 17                                     | 19                                     | 26                                     | 33                                     | 33                                     | 40                                     | 41                                     | 41                                     | 40                                     | 38                                     | 40                                     | 41                                     | 44                                     | uit                                    |

### NPO Radio 2 Top 2000
Geronimo stond alleen in 2015 in de NPO Radio 2 Top 2000, op plek 1281.